# Dolina M'Zab
M'zab (mozabitsko Aghlan, arabsko مزاب, latinizirano: Mzāb, romanizirano Mzāb) je naravno območje, oaza severnega dela puščave Sahara v provinci Ghardaïa v Alžiriji. Oaza je 600 km južno od Alžira, v dolini istoimenskega vadija M'zab in njegovih pritokov in ima približno 360.000 prebivalcev (ocena iz leta 2005).

## Geologija
Mzab je apnenčasta planota s središčem v dolini vadi M'zab (Oued Mzab).

## Zgodovina
Mozabiti (Ath Mzab) so veja velikega berberskega plemena Zenata, ki je živelo na velikih območjih srednje južne Alžirije. Veliko črk in simbolov Tifinagh je vgraviranih okoli doline Mzab.
Po muslimanski osvojitvi Magreba so Mozabiti postali muslimani mu'tazilske šole. Avtohtono krščansko prebivalstvo se je obdržalo do 11. stoletja. Fatimidi so v 10. stoletju zrušili Rustamidsko kraljestvo in uničili njihovo prestolnico Tahert. Po padcu kraljestva Rustamidov je kraljeva družina z nekaterimi svojimi državljani izbrala dolino M'zab za svoje zatočišče. Ker so bili Rustamidi ibadidi, so poslali pridigarja (Abu Bakr an-Nafusi), ki je uspešno spreobrnil avtohtone Mozabite. 
Francija je napadla Alžirijo leta 1830. M'zab je bil priključen Franciji šele leta 1882 in se je poleti 1962 po nacionalni neodvisnosti vrnil pod oblast alžirskih staroselcev. Ghardaïa (Taghardait) je glavno mesto in glavno mesto M'zaba, medtem ko je El Atteuf (Tajnint) najstarejše naselje v regiji. Beni Isguen (At Isgen) je najbolj sveto berbersko islamsko mesto. Vsem ne-M'zabitom iz različnih delov tega mesta in vsem tujcem prepoveduje, da bi prenočili znotraj njegovega obzidja. Melika (At Mlichet) je naseljena s kabilskim mestom z imenom Mlikch, ki je do sedaj v bližini Bouire, in vsebuje prostrana pokopališča in zgodovinsko mošejo v središču ksarja, medtem ko je Bounoura (At Bounour) zgodovinski ksar (utrjeno mesto), ki vsebuje Azwil palmov nasad, medtem ko sta El Guerrara (Igraren) in Berriane (Iberguen) del M'zaba od 17. stoletja.

## Arhitektura
Obstaja pet ksarjev (obzidanih vasi), ki so na skalnatih osamelcih vzdolž vədi M'zab, skupaj znanih kot Pentapolis, ustanovljenih med letoma 1012 in 1350. To so: Ghardaïa (Tagherdayt), glavno naselje danes; Beni Isguen (At Isjen) (arabsko بني يزقن); Melika; Bounoura; in El Atteuf (Tajnint), najstarejše od petih naselij. Z dodajanjem novejših naselij Bérianne in El Guerrara je Mzab Heptapolis dokončan.
Kombinacija puritanskega delovanja vere ibadistov z načinom življenja v oazah je privedla do stroge organizacije ozemlja. Vsak od petih ksarjev je obdan z obzidjem z utrjeno mošejo kot citadelo, katere minaret je služil tudi kot stražarski stolp, ter pokopališče in nasad palm zunaj obzidja. Mošeja je bila zgrajena kot utrdba in zadnji bastijon v primeru obleganja ter ima priloženo orožarno in skladišče žita. Hiše standardne velikosti in tipa so bile zgrajene v koncentričnih krogih okoli mošeje, vsaka z nizkim obzidjem. Vsaka hiša je kvadratna celica standardne oblike, ki priča o enakopravni družbi, ki temelji na spoštovanju družinskega življenja ter ohranjanju njene avtonomije in zasebnosti. Ta ljudska avtohtona arhitektura preprostih oblik iz 11. stoletja temelji na načelu prilagajanja arhitekture okolju, na istih maksimah, na katerih temeljita sodobna arhitektura in urbanizem. Tovrstno arhitekturo lahko najdemo po vsej Sahari, v krajih, ki imajo skupne libijsko-feničanske korenine.
Način organizacije hiš predvideva sezonsko selitev prebivalstva. Mozabiti so namreč vsako poletje preživeli v citadeli, obdani z nasadi palm in dvema suhima strugama (vadi). Tudi namakalni sistem za nasade palm predstavlja izjemno uspešno interakcijo ljudi s puščavskim okoljem. Zato so te naselbine izjemni in izvirni modeli človeške poselitve osrednje Sahare.
Ti ksarji so ostali več ali manj enaki, kot so bili zgrajeni. Zaradi svoje preproste, a funkcionalne arhitekture, ki se popolnoma prilagaja pokrajini in spoštovanje družinske zasebnosti in družbenega življenja v skupnosti, je bila dolina M'zab leta 1982 uvrščena na Unescov seznam svetovne dediščine.
Med ohranjenimi sektorji so:
- Ghardaïa: stari ksar, stara mošeja, trenutni trg, stara tržnica, podzemna mošeja, delitev vode, namakalni sistem.[8]
- Beni Isguen: stari ksar, stolp Boulila, dražbeni trg[9]
- Melika: stari ksar, pokopališče Cheikh Sidi Aïssa[10]
- El Atteuf: stari ksar, mavzolej šejka Ammija Brahima, tržnica[11]
- Bounoura: stari ksar, stara ksarska mošeja[12]

- Ksar Ghardaïa
- Ksar Ghardaïa in tržnica
- Trg ksarja Beni Isguen
- Mavzolej Cheikh Sidi Aissa, Melika
- Mavzolej Cheikh Sidi Brahim, El Atteuf
- Ksar Bounoura

Poleg pentapolisa so ksarji El Guerrara in Berriane razvrščeni kot nacionalna dediščina, klasifikacijski obseg vključuje tudi okoliške oaze.

## Družba
Še danes v tem alžirskem vilajetu prevladujeta ibaditska kultura in uprava. Zvezni svet, Majlis Ammi Said, združuje predstavnike sedmih naselij, je edinstvena vrsta "islamske uprave" in prinaša socialne, verske in kulturne odločitve. 
Ta islamska vlada ureja številne podrobnosti družbenega življenja ibadistov, na primer težo zlata, ki ga ženska dobi kot doto (največ 60 gramov), do dolžine poročnega slavja (tri dni). Svet odloča o podrobnostih, kot so dota, praznovanja, obleka. Včasih je nalagal kazni, vključno z izgonom, in obliko tabriyye (karantena), kjer storilec ne sme komunicirati s svojimi sodržavljani. Vendar pa so z ekonomsko, socialno in politično integracijo v Alžirijo te sankcije manj učinkovite. Ghardaïa je edina od petih ksarjev, ki je sprejela prihod Evropejcev, Judov, Arabcev in drugih tujcev.
Lokalni jezik M'zabe je mozabitščina (Tumẓabt), veja skupine zenati berberskih jezikov.
Ghardaya je tudi eno od štirih velikih vojaških in upravnih ozemelj, na katera je razdeljena južna Alžirija.

## Demografija
Mozabiti so ibadisti.
Ibadizem (arabsko الإباضية, latinizirano: al-ʾIbāḍiyya, arabska izgovorjava: [alʔibaːˈdˤijja]) je veja islama. Nekateri ga imenujejo tretja veja islama, poleg sunitskega islama in šiitskega islama. Privrženci ibadizma so znani kot ibadisti.

## Pomembni ljudje
- Moufdi Zakaria, Alžirski pesnik, avtor državne himne